# 新大头儿子和小头爸爸4：完美爸爸
《新大头儿子和小头爸爸4：完美爸爸》（英語：New Happy Dad and Son 4: Perfect Dad）是2021年7月9日在中国大陆上映的动画电影，导演何澄、刘可欣，配音鞠萍、董浩、刘纯燕、红果果、陈怡。本片入围第24届上海国际电影节金爵奖动画片单元。

## 劇情
當孩子的想象力遇上人工智能，會碰撞出什麼神奇火花？一個夜晚，因一整天的不順利而傷心沮喪的大頭兒子，無意間觸發了小頭爸爸正在編寫的智能程序，意外地被帶入了一個神秘的虛擬世界，那裡邊竟然住著一個「完美爸爸」！倆人一起穿越雲朵、創建城市、住進太空艙，一起暢遊糖果海、神奇樂園，大頭兒子的所有心願都被「完美爸爸」一一滿足。然而，「完美」的表面背後，實則暗藏危機……

## 演出
| 演员                              | 角色     | 备注 |
| 鞠萍（中国大陆） 黄玉娟（香港）   | 围裙妈妈 |      |
| 董浩（中国大陆） 冯志辉（香港）   | 小头爸爸 |      |
| 刘纯燕（中国大陆） 曾佩仪（香港） | 大头儿子 |      |
| 红果果（中国大陆） 何璐怡（香港） | 棉花糖   |      |
| 陈怡（中国大陆）                  |          |      |
| 小鹿姐姐（中国大陆）              |          |      |
| 月亮姐姐（中国大陆）              |          |      |
| 庄奕楠                            |          |      |

## 曲目
- 片尾曲《像童年一样》，演唱：杜悦姐姐，李凯稠作曲，周兵作词。